# Glypta georgiana
Glypta georgiana är en stekelart som beskrevs av Dasch 1988. Glypta georgiana ingår i släktet Glypta och familjen brokparasitsteklar. Inga underarter finns listade i Catalogue of Life.